# Mariä Reinigung (Tegernbach)

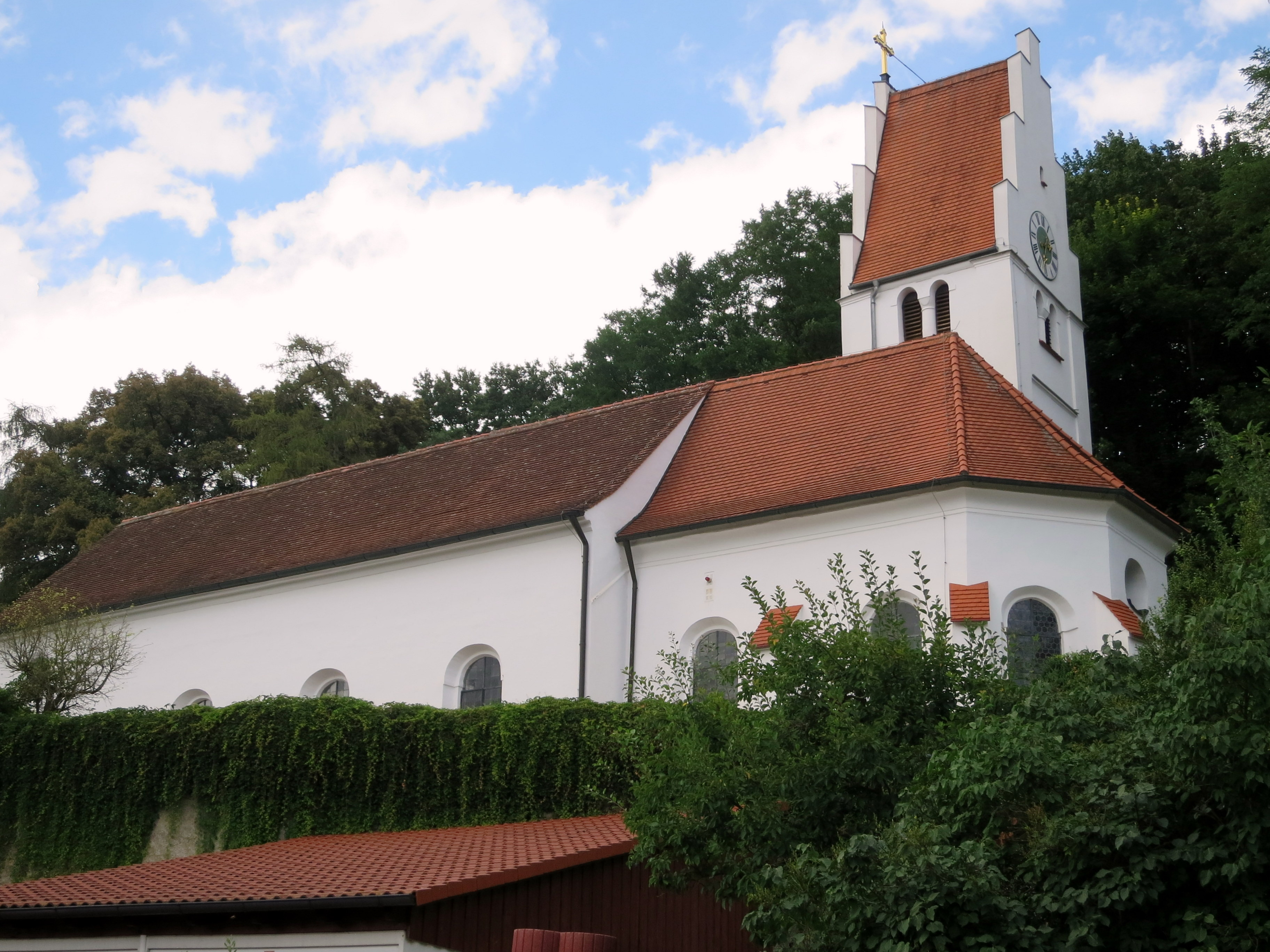
Mariä Reinigung in Tegernbach

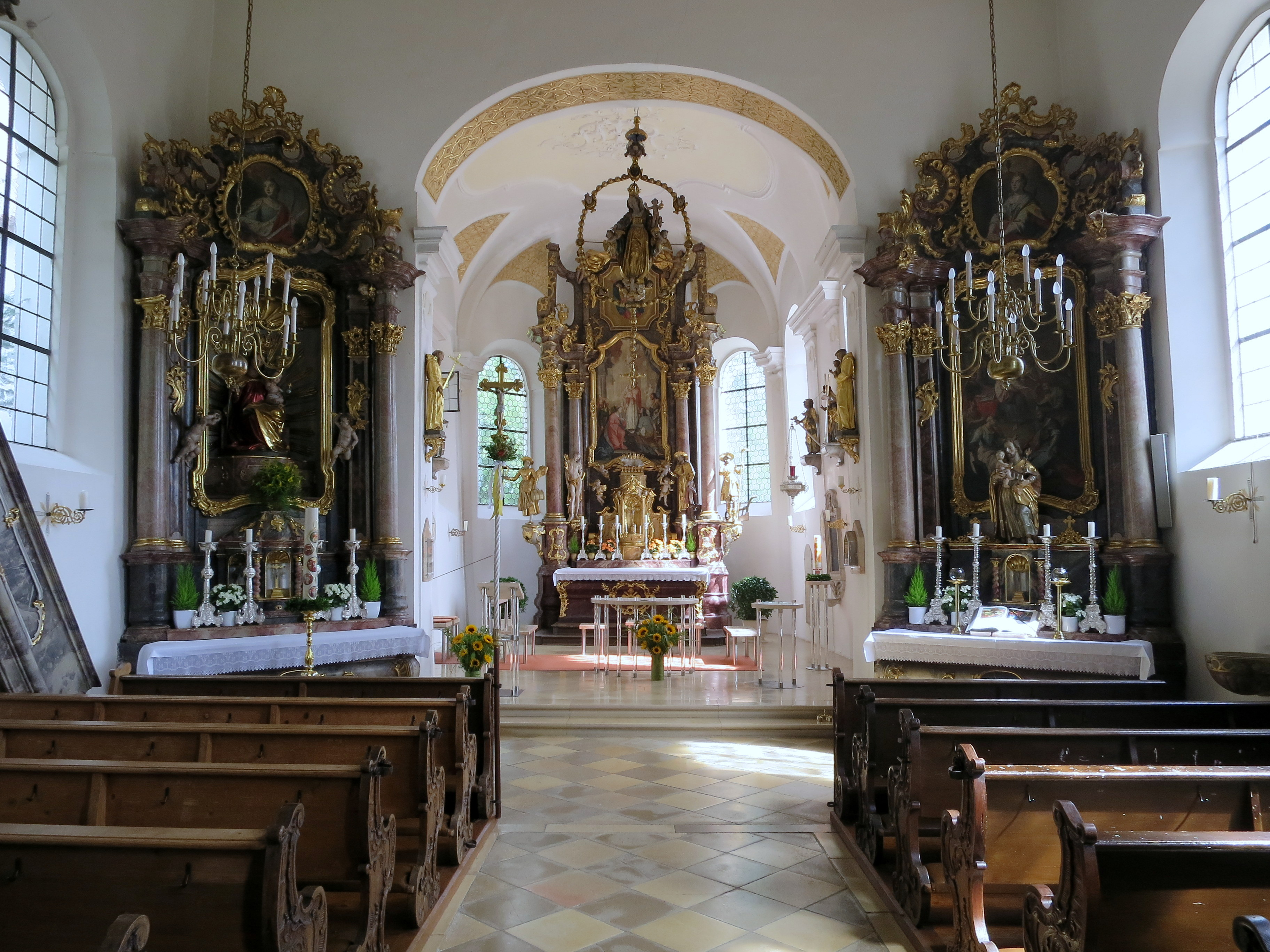
Innenraum

Die römisch-katholische Pfarrkirche Mariä Reinigung steht im Gemeindeteil Tegernbach der Stadt Pfaffenhofen an der Ilm im gleichnamigen Landkreis Pfaffenhofen an der Ilm in Oberbayern. Sie ist in der Liste der Baudenkmäler in Pfaffenhofen an der Ilm unter der Nr. D-1-86-143-107 eingetragen. Die Kirche gehört zum Dekanat Pfaffenhofen im Bistum Augsburg.

## Beschreibung
Die Saalkirche besteht aus dem am Anfang des 18. Jahrhunderts auf den Grundmauern des Vorgängerbaus errichteten und 1870 verlängerten Langhaus, dem eingezogenen, von Strebepfeilern gestützten spätgotischen Chor aus dem im 15. Jahrhundert mit Fünfachtelschluss im Osten und dem Chorflankenturm an der Nordwand des Chors. In seinem obersten Geschoss steht hinter den als Biforien gestalteten Klangarkaden der Glockenstuhl. Die Zifferblätter der Turmuhr sind an den Staffelgiebeln angebracht. In einem Vorbau im Westen des Langhauses befindet sich das Portal.
Das Langhaus ist mit einer Decke mit Hohlkehle überspannt, der Chor mit einem Stichkappengewölbe. 

## Orgel

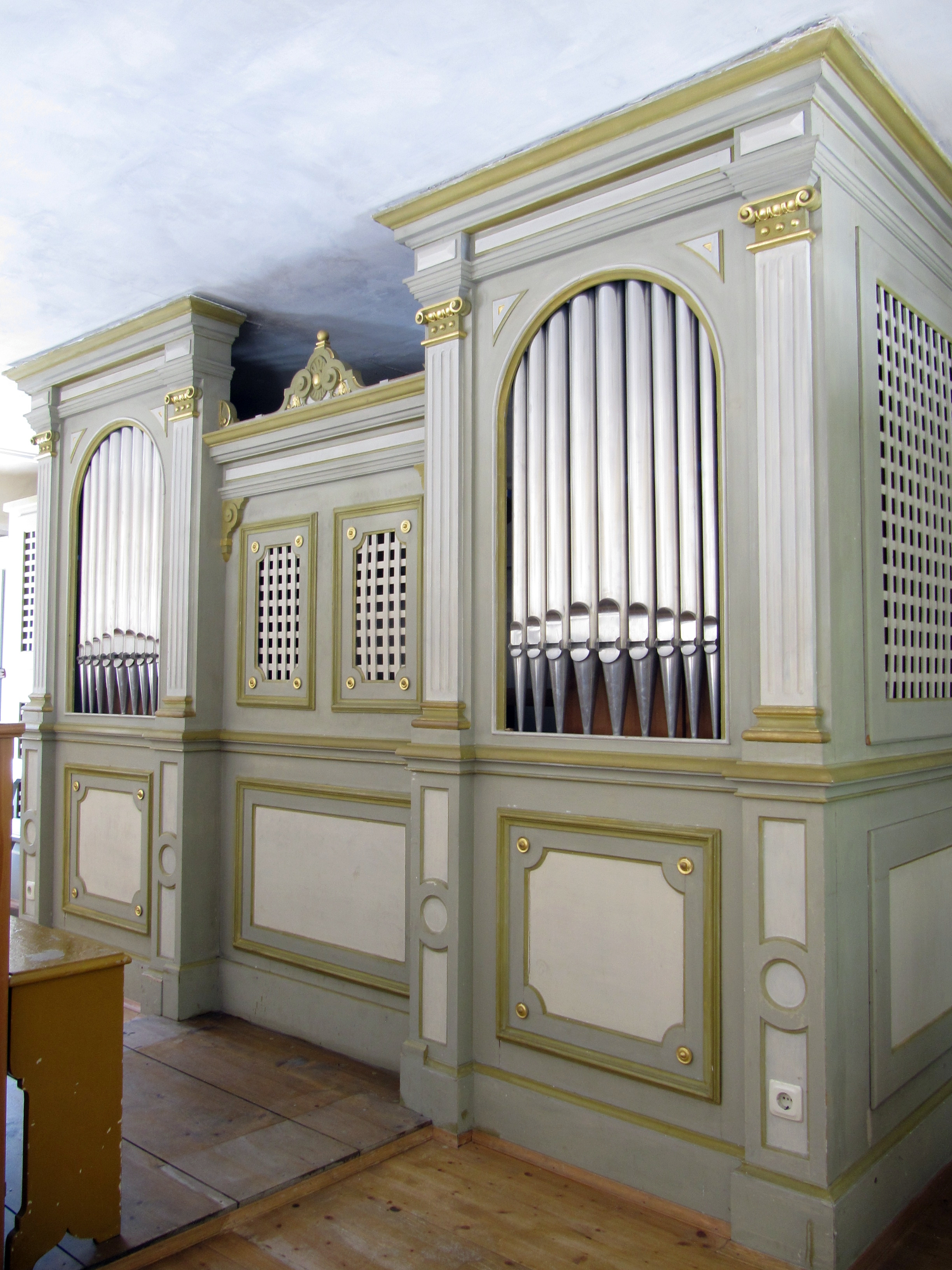
Die Orgel

Die Orgel mit 14 Registern, verteilt auf zwei Manuale und Pedal, wurde 1886 mit rein mechanischen Kegelladen von Martin Binder gebaut und war zu dieser Zeit sein größtes Werk.
Das Instrument wurde auf elektro-pneumatische Traktur umgestellt und hat seit 1991 nach einer Arbeit von Franz Schreier folgende: Disposition mit 17 Registern:
| I. Manual C–f3 |       |
| Prinzipal      | 8′    |
| Holzflöte      | 8′    |
| Dolce          | 8′    |
| Oktave         | 4′    |
| Spitzflöte     | 4′    |
| Flöte          | 2′    |
| Mixtur         | 1 ⁄3′ |

| II. Manual C–f3 |       |
| Gedeckt         | 8′    |
| Coelestis       | 8′    |
| Fugara          | 4′    |
| Rohrflöte       | 4′    |
| Oktave          | 2′    |
| Quinte          | 1 ⁄3′ |
| Zimbel          | 1⁄2′  |

| Pedal C–d1 |     |
| Subbass    | 16′ |
| Oktavbass  | 08′ |
| Pommer     | 04′ |

- Koppeln: II/I, II/P, I/P
- Spielhilfen: 1 freie Kombination, Tutti, Crescendowalze

Derzeitige Organisten sind: Waltraud Lehmair, Kilian Niedermayr (Stand 2021)